# Ryō Tabei
Ryō Tabei (japanisch 田部井 涼 Tabei Ryō; * 25. Juni 1999 in Takasaki, Präfektur Gunma) ist ein japanischer Fußballspieler.

## Karriere
Ryō Tabei erlernte das Fußballspielen in der Jugendmannschaft des Maebashi FC sowie in der Universitätsmannschaft der Hōsei-Universität. Von Mitte April 2021 bis Saisonende wurde er von der Universität an den Yokohama FC ausgeliehen. Der Verein aus Yokohama, einer Stadt in der Präfektur Kanagawa, spielte in der zweiten japanischen Liga. Während seiner Ausleihe kam er in der zweiten Liga nicht zum Einsatz. Nach der Ausleihe wurde er am 1. Februar 2022 von Yokohama fest unter Vertrag genommen. Sein Zweitligadebüt gab Ryō Tabei am 3. April 2022 (8. Spieltag) im Heimspiel gegen den FC Ryūkyū. Hier wurde er in der 83. Minute für Kōhei Tezuka eingewechselt. Yokohama gewann das Spiel 3:1. Am Ende der Saison 2022 feierte er mit Yokohama die Vizemeisterschaft der zweiten Liga und den Aufstieg in die erste Liga. Nach dem Aufstieg wechselte er zu Beginn der Saison 2023 auf Leihbasis zum Zweitligisten Fagiano Okayama. Für den Zweitligisten bestritt er 36 Ligaspiele. Nach der Ausleihe wurde Tabei am 1. Februar 2024 fest von Okayama unter Vertrag genommen. Am Ende der Saison 2024 belegte er mit Okayama den fünften Tabellenplatz und qualifizierte sich somit zu den Aufstiegsspielen zur ersten Liga. Hier konnte man sich im Finale gegen Vegalta Sendai durchsetzen und stieg somit in die erste Liga auf.

## Erfolge
Yokohama FC
- Japanischer Zweitligavizemeister: 2022  ▲

## Sonstiges
Ryō Tabei ist der Zwillingsbruder vom Yu Tabei (Thespakusatsu Gunma).